# Nikolai Iwanowitsch Jakowenko
Nikolai Iwanowitsch Jakowenko (russisch Николай Иванович Яковенко, wiss. Transliteration Nikolaj Ivanovič Jakovenko; * 5. November 1941 in Rostow am Don; † 22. Dezember 2006) war ein sowjetischer Ringer. Er gewann im griechisch-römischen Stil bei den Olympischen Spielen 1968 und 1972 jeweils eine Silbermedaille und war 1967 und 1969 Weltmeister im Schwergewicht.

## Werdegang
Nikolai Jakowenko wuchs in Rostow am Don auf und begann dort als Jugendlicher mit dem Ringen. Er gehörte während seiner ganzen Karriere dem Sportclub VS Rostow an und entwickelte sich zu einem Weltklasseringer im griechisch-römischen Stil. Es dauerte allerdings bis 1967, zu diesem Zeitpunkt war er bereits 26 Jahre alt, bis er sich in der Sowjetunion in seiner Gewichtsklasse durchsetzen konnte. Zwar belegte er bei dem renommierten Iwan-Poddubny-Turnier in Moskau 1967 im Halbschwergewicht hinter Wassili Merkulow nur den 2. Platz, wurde aber trotzdem für die Weltmeisterschaft dieses Jahres in Bukarest nominiert.
In Bukarest konnte er auf Anhieb überzeugen und besiegte unter anderem die Weltklasseringer Ferenc Kiss aus Ungarn und Nicolae Martinescu aus Rumänien. Zwei Unentschieden gegen Bojan Radew aus Bulgarien und Per Svensson aus Schweden reichten ihm dann zum Titelgewinn. Bei den Olympischen Spielen 1968 in Mexiko-Stadt galt er als Weltmeister natürlich als Favorit. Er gewann auch vier Kämpfe und rang gegen Bojan Radew wieder unentschieden. Radew hatte nach Beendigung der Kämpfe aber weniger Fehlpunkte als Jakowenko und wurde damit Olympiasieger, während sich dieser mit der Silbermedaille begnügen musste.
Bei der Weltmeisterschaft 1969 in Mar del Plata holte sich Nikolai Jakowenko im Schwergewicht dann seinen zweiten Weltmeister-Titel. Er schlug dabei erneut Nicolae Martinescu und kam im Endkampf gegen Stefan Petrow aus Bulgarien zu einem Unentschieden, das ihm zum Titelgewinn reichte. Bei der Weltmeisterschaft 1970 in Edmonton gelangen Nikolai Jakowenko nach drei Siegen gegen Ferenc Kiss und Per Svensson nur Unentschieden, was ihn auf den 3. Platz hinter diesen beiden Ringern zurückwarf.
Im Jahre 1971 konnte sich Nikolai Jakowenko nicht für die internationalen Meisterschaften qualifizieren. Bei der Weltmeisterschaft dieses Jahres in Sofia wurde Wassili Merkulow eingesetzt, der aber nicht überzeugen konnte und nur den 4. Platz belegte.
1972 schaffte Nikolai Jakowenko in der Sowjetunion den Weg zurück an die Spitze. Er startete im Frühjahr bei der Europameisterschaft in Kattowitz und wurde dort erstmals auch Europameister. Die bekanntesten Athleten, die er dabei schlug, waren Marin Kolew aus Bulgarien und Andrzej Skrzydlewski aus Polen. Bei den Olympischen Spielen 1972 in München wollte sich Nikolai Jakowenko dann die Goldmedaille holen, die er 1968 verpasst hatte. Er war mit fünf Siegen auch auf dem Weg zu dieser Medaille und traf im Endkampf auf Nicolae Martinescu, den er bei vorhergegangenen Wettkämpfen immer besiegt hatte. Ausgerechnet im olympischen Finale unterlag er aber Martinescu und musste sich erneut mit der Silbermedaille begnügen. Es war übrigens der einzige Kampf, den er bei Olympischen Spielen, den Welt- und Europameisterschaften, an denen er teilnahm, verloren hat.
Danach war Nikolai Jakowenko bei keiner internationalen Meisterschaft mehr am Start. Er wurde in der Sowjetunion von Nikolai Balboschin abgelöst. Er wurde ein erfolgreicher Ringertrainer und war von 1973 bis 1980 für die russische Ringer-Nationalmannschaft im griechisch-römischen Stil verantwortlich. Danach war er bis 1985 Trainer beim Armee-Sportklub Rostow am Don. Ab 1985 übte er eine Tätigkeit an der Moskauer Universität für Eisenbahn-Ingenieurwissenschaften aus.

## Internationale Erfolge
| Jahr | Platz  | Wettbewerb                                                          | Gewichtsklasse | Ergebnisse |
| 1967 | 2.     | „Iwan-Poddubny“-Turnier in Moskau                                   | Halbschwer     | hinter Wassili Merkulow, UdSSR u. vor Ferenc Kiss, Ungarn, Aimo Mäenpää, Finnland, Wassili Kot, UdSSR u. Stefan Petrow, Bulgarien                                                  |
| 1967 | 1.     | WM in Bukarest                                                      | Halbschwer     | mit Siegen über Franz Winkler, Österreich, Tore Hem, Norwegen, Ferenc Kiss u. Nicolae Martinescu, Rumänien u. Unentschieden gegen Bojan Radew, Bulgarien u. Per Svensson, Schweden |
| 1968 | Silber | OS in Mexiko-Stadt                                                  | Halbschwer     | mit Siegen über Takeshi Nagao, Japan, Edward Millard, Kanada, Wacław Orłowski, Polen u. Nicolae Martinescu u. einem Unentschieden gegen Bojan Radew                                |
| 1969 | 1.     | Sommer-Spartakiade der befreundeten Armeen der soz. Staaten in Kiew | Schwer         | |
| 1969 | 1.     | WM in Mar del Plata                                                 | Schwer         | mit Siegen über Ernie Fulton, Kanada, Lennart Eriksson, Schweden u. Nicolae Martinescu u. einem Unentschieden gegen Stefan Petrow                                                  |
| 1970 | 2.     | Intern. Turnier in Klippan/Schweden                                 | Schwer         | hinter Per Svensson u. vor Nicolae Martinescu |
| 1970 | 3.     | WM in Edmonton                                                      | Schwer         | mit Siegen über Shizuo Yada, Japan, William Benko, Kanada u. Willie Williams, USA u. Unentschieden gegen Ferenc Kiss u. Per Svensson                                               |
| 1972 | 3.     | „Iwan-Podubbny“-Turnier in Minsk                                    | Schwer         | hinter Nikolai Balboschin u. Ewgeni Artjuchin, bde. UdSSR |
| 1972 | 1.     | EM in Kattowitz                                                     | Schwer         | mit Siegen über Marin Kolew, Bulgarien, Aimo Mäenpää, Nahit Taser, Tunesien, Petar Cucic, Jugoslawien, Leif Nordstöm, Schweden u. Andrzej Skrzydlewski, Polen                      |
| 1972 | Silber | OS in München                                                       | Schwer         | mit Siegen über Rudolf Lüscher, Schweiz, Tore Hem, Burke Deadrich, USA, Christo Iwanow, Bulgarien u. Andrzej Skrzydlewski u. einer Niederlage gegen Nicolae Martinescu             |

## Sowjetische Meisterschaften
| Jahr | Platz | Gewichtsklasse | Ergebnisse                                    |
| 1961 | 1.    | Welter         | vor W. Jegorow und W. Iwankin                 |
| 1965 | 3.    | Mittel         | hinter Anatoli Kirow und Omar Bliadse         |
| 1966 | 3.    | Halbschwer     | hinter Wassili Merkulow und Alexej Karmazkich |
| 1969 | 1.    | Schwer         | vor Wassili Merkulow und W. Rudik             |

Erläuterungen
- alle Wettkämpfe im griechisch-römischen stil
- OS = Olympische Spiele, WM = Weltmeisterschaft, EM = Europameisterschaft
- Gewichtsklassen bis 1968: Welter bis 78 kg, Mittel bis 87 kg und Halbschwer bis 97 kg; Schwergewicht ab 1969 bis 100 kg Körpergewicht